# Кюресюнни
Кюресюнни (азерб. Kürəsünnilər) — одно из тюркских племён, участвовавших в этногенезе азербайджанского народа. Говорят на азербайджанском языке.

## Этимология
Считается, что термин «Küresünni» возник как экзоним, используемый шиитами в Иране, что означает «осёл-суннит». Курды думали, что это их настоящее имя, и продолжали его использовать. Несмотря на то, что первоначально это считалось как оскорбление, в дальнейшем экзоним стал названием группы, поскольку большинство соплеменников куресюнни не знали его значения.

## История
Из-за участившихся набегов казаков в XVII веке кюресюнни мигрировали в Османскую империю. В начале XVIII века они вошли сначала на Южный Кавказ, а затем в Макинское ханство в районе Южного Азербайджана. В XVIII веке кюресюнни были единственным народом, принявшим оседлый образ жизни при Макуском ханстве в Азербайджане. Они проживали в селениях Акбулак, Мухур и Махлемли района Карадере Гиресунского уезда и занимались земледелием и скотоводством. Позже они покинули Закавказье и Прикаспий и поселились в окрестностях иранского города Урмия, где их прозвали «куресуннитами», потому что они были приверженцами суннизма, в отличие от остальных жителей региона.
После конфликта с курдским лидером Симко Шикаком в 1921 году группа кюресюнни укрылась в провинции Ван в Турции.

## Расселение

### Южный Азербайджан
Большинство кюресюнни проживает в городах Урмии, Сельмас и Хой на западе озера Урмия в Южном Азербайджане.

### Турция
С 1925 года населяют город Ван в Турции.

## Язык
В то время как большая часть кюресюнни говорит на азербайджанском и турецком языках, часть представителей говорит на персидском. Также известно, что ряд кюресюнни, которые имеют тесные отношения с курдами в Иране и Турции, также используют курдский язык.